# 巴勞縣
2°55′S 79°49′W / 2.917°S 79.817°W
巴勞縣（西班牙語：Cantón Balao），是厄瓜多爾的縣份，位於該國中部，由瓜亞斯省負責管轄，始建於1987年11月17日，面積465平方公里，2001年人口17,262，人口密度每平方公里37.12人。